# Empoa
Empoa — рід цикадок із ряду клопів.

## Опис
Цикадки довжиною близько 3—4 мм. Голова з очима вужче передньоспинки, тім'я посередині трохи довше, ніж у очей. У Палеарктиці 8 видів.

## Систематика
У складі роду:
- Empoa anufrievi Dwor.
- Empoa euphrosyne Anufr.